# ضاحية علي صباح السالم
ضاحية علي صباح السالم الموقع تقع في محافظة الأحمدي الكويتية المحافظة الجنوبية وتقع المنطقة اخر العمراني الحضري للمناطق وتتكون المنطقة من 9 قطع ويحدها من الشرق منطقة ميناء عبد الله والطريق الفحيحيل السفر السريع ومن الغرب طريق الملك فهد السفر السريع الأحمدي وطريق الوفرة الزراعي ومدينة صباح الأحمد السكنية ويقدر سكانها 47302 نسمة وتم تغيير اسمها تنفيذا لطلب أعضاء مجلس الأمة الكويتي إلى هذا الاسم وكانت في السابق تسمى ب أم الهيمان وهو اسم تاريخي وكانت في السابق منطقة حضرية قديمة غير منظمة ومتهالكة ببيوت باحجام صغيره ونظام البيت العربي ويسكنها القليل من السكان وبعدها تم هدمها بالكامل واعادة تنظيمها بطريقة حديثة ببناء البيوت الحكومة والقسائم السكنية بحجم 401م وللمنطقة عدة هموم ومنها كثرة السكان وقلة الخدمات ومنها المدارس لا تتحمل حجم السكان التي بها والمشكلة الأخرى قرب المصانع من المنطقة السكنية ومما ادى إلى التلوث ويعاني بعض السكان من التلوث ويصابوا بالأمراض من هذه الادخنه.